# The Battle of the Sexes
The Battle of the Sexes er en amerikansk stumfilm fra 1914 af D. W. Griffith.

## Medvirkende
- Donald Crisp som Frank Andrews.
- Lillian Gish som Jane Andrews.
- Robert Harron som John Andrews.
- Mary Alden som Mrs. Frank Andrews.
- Owen Moore.